# Universidad Nacional de Guinea Ecuatorial
La Universidad Nacional de Guinea Ecuatorial (UNGE) es una institución pública de enseñanza superior, siendo la principal universidad de la República de Guinea Ecuatorial en África Central.
Cuenta con un campus principal en Malabo, así como una unidad en Bata. Su actual rector es Filiberto Ntutumu Nguema Nchama.

## Historia
La tradición universitaria de la UNGE se remonta al período colonial español, cuando se crearon las primeras escuelas superiores del país, ancladas en la preocupación española ante los diversos movimientos de descolonización que comenzaban a ganar cuerpo en el continente africano.

### Del período colonial a la independencia
El recorrido académico de la UNGE comenzó con el antiguo Instituto Colonial Indígena, creado en 30 de marzo de 1935, con vocación para la enseñanza técnica. Sin embargo, fue solamente el 6 de agosto de 1943, cuando este Instituto fue elevado a Escuela Superior Indígena (ESI), que de hecho se inició la enseñanza superior en Guinea. A partir de 1958 el ESI pasa a llamarse Escuela Superior Santo Tomás de Aquino, cambiando nuevamente de nombre, en 1959, a Escuela Superior Provincial. En ese período el establecimiento expedia diplomas de administración, magisterio (hoy pedagogía) y comercio (hoy ciencias económicas).
Mientras que el país se independizó, bajo el mando del dictador Francisco Macías Nguema, la escuela fue reformulada, pasando a denominarse en 1971 de Escuela Superior Martin Luther King (ESMLK). La escuela todavía no había logrado cumplir con un papel formador amplio, hecho que sólo vendría a ocurrir en la década de 1980, con la unificación de la ESMLK con la Escuela de Magisterio de Malabo, permitiendo principalmente ampliar la formación de licenciados para enseñar en los niveles primario y secundario.

### Reformas post-golpe de Obiang
Al asumir Teodoro Obiang el gobierno por medio de un golpe de Estado, en 1979, buscó expandir el acceso a la enseñanza superior, por medio de una fuerte cooperación con la UNESCO y con el gobierno español. Esto culminó en la transformación del ESMLK, en 1984, en Escuela Universitaria de Formación del Profesorado de Malabo. Además, se creó en 1987 la Escuela Nacional de Agricultura (posteriormente Escuela Universitaria de Estudios Agropecuarios, Pesca y Forestal), mediante financiamiento del Banco Africano de Desarrollo. Las reformas educativas propuestas por la UNESCO a Obiang dieron origen también a la Escuela Universitaria de Formación del Profesorado de Bata y la Escuela Universitaria de Sanidad y Medio Ambiente.

### Formación de la UNGE

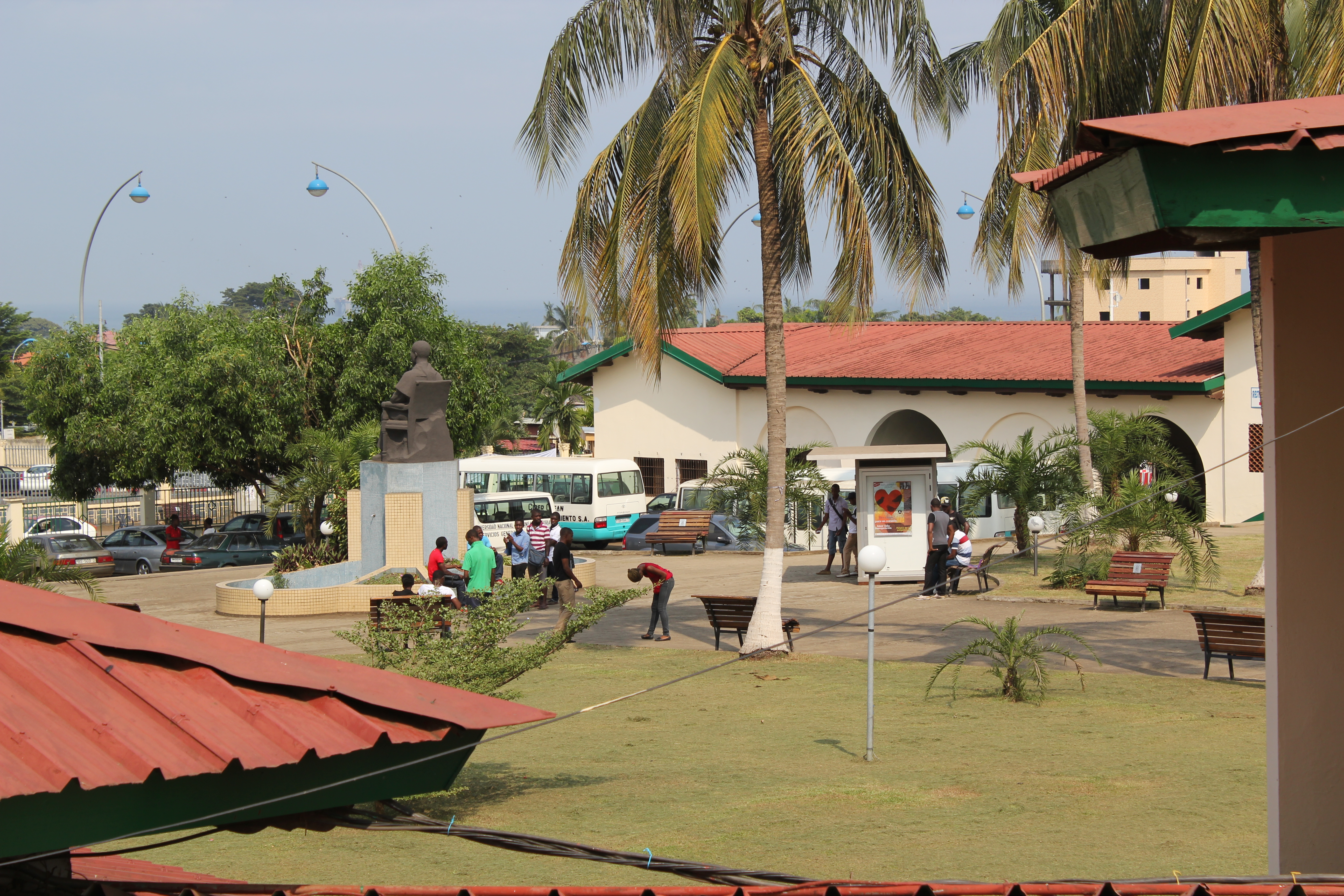
Campus Central de la UNGE, en Malabo, en 2011.

Estas cuatro escuelas dieron la posibilidad de madurar la enseñanza superior al país, mientras que formaron importantes cuadros técnicos. Ante el gobierno vio la necesidad de implementar una universidad que viniera a federar las instituciones.
En ella se creó la Universidad Nacional de Guinea Ecuatorial (UNGE) por medio de la Ley N.º 12/1995 de 6 de enero de 1995, congregando a:
- Escuela Universitaria de Formación del Profesorado de Malabo;
- Escuela Universitaria de Estudios Agropecuarios, Pesca y Forestal;
- Escuela Universitaria de Formación del Profesorado de Bata
- Escuela Universitaria de Sanidad e Medio Ambiente.

En 1998 fue incorporada a la estructura de la UNGE la Facultad de Letras y Ciencias Sociales y la Escuela Universitaria de Administración. En 2001 se creó la Facultad de Ciencias Médicas y la Escuela de Ingeniería Técnica.

## Estructura orgánica
En 2015 la universidad se organizaba de acuerdo con la siguiente estructura orgánica:
- Facultad de Medio Ambiente;
- Facultad de Letras y Ciencias Sociales;
- Facultad de Ciencias de la Educación de Malabo;
- Facultad de Ciencias de la Educación de Bata;
- Facultad de Arquitectura e Ingeniería de Bata;
- Facultad de Ciencia de la Salud;
- Facultad de Humanidades y Ciencias Religiosas;

La UNGE todavía está compuesta por 3 escuelas universitarias afiliadas:
- Escuela Universitaria de Estudios Agropecuarios, Pesca y Forestal "Obiang Nguema Mbasuto" (Facultad de Ingenierías de Malabo);
- Escuela Universitaria de Administración;
- Escuela Universitaria de Sanidad e Medio Ambiente.

## Infraestructura
El Campus Principal, en Malabo, se encuentra en la Avenida Hassan II. La edificación sede de la rectoría fue construida en 1949 y forma parte del patrimonio arquitectónico de la nación. La universidad posee una subsede de la rectoría en Bata.
La universidad sigue siendo una de las responsables de la Reserva científica de la Caldera de Luba, desarrollando muchos proyectos investigativos allí, principalmente sobre la población de primates del local. En investigación y divulgación científica, mantiene la revista "Modjo Muan Nan".
Mantiene el equipo polideportivo Deportivo UNGE.

### Bienestar Universitario
Cuenta además con una residencia estudiantil de 200 plazas en el campus de Malabo.

## Programas interinstitucionales
El programa GEGEO es un programa en conjunto con la Universidad de Carolina del Sur que provee entrenamiento a los estudiantes ecuatoguineanos en el área de Ingeniería Geológica fundado en 2003, dentro del programa de doble titulación en Bachelor of Science in Geological Sciences.

### Relaciones Internacionales
La UNGE forma parte de la Red Iberoamericana de Cooperación Internacional Universitaria promovida por la Organización de Estados Iberoamericanos para la Educación, la Ciencia y la Cultura (OEI). Dentro de sus mayores proyectos internacionales se encuentra la Cátedra UNESCO de Estudios Afroiberoamericanos que tiene el apoyo por el Instituto Cervantes. Ha suscrito varios acuerdos con varias universidades españolas, como la Universidad Nacional de Educación a Distancia, la Universidad Miguel Hernández, la Universidad de Alcalá y francesas como la Universidad de Burdeos. En el área de medicina, suscribió un importante acuerdo de cooperación con el Ministerio de Educación Superior de Cuba.

## Rectores
- Maria Teresa Avoro Nguema Ebana[18] - 6 de enero de 1995 - 1996;
- Federico Edjo Ovono[19] - 1996 - 20 de agosto de 2003;
- Carlos Nse Nsuga[20] - 20 de agosto de 2003 - 9 de abril de 2015;
- Filiberto Ntutumu Nguema Nchama[21] - 9 de abril de 2015-actualidad.

## Personas notables
- Trinidad Morgades Besari (exprofesora universitaria) - filósofa, escritora y diplomática;
- Gustau Nerín (profesor universitario) - antropólogo;
- Rafael Upiñalo (alumno de la ESI) - pedagogo y político.